# Karl Reitmeier
Karl Reitmeier (* 5. Juni 1893 in Cham; † 5. Oktober 1967 ebenda) war ein deutscher Politiker des Bayernpartei.

## Leben
Reitmeier erlernte nach dem Besuch der Volksschule das Schneiderhandwerk und legte 1917 die Meisterprüfung ab. Er übernahm 1919 das Geschäft seiner Eltern und wurde kurze Zeit darauf Innungsobermeister des Bekleidungshandwerks. Im Jahr 1928 begann er seine politische Laufbahn beim Bayerischen Bauern- und Mittelstandsbund und wurde im selben Jahr zum Bezirkstagsvorsitzenden des Landkreises Cham und als Stadtrat sowie zum Mitglied des Oberpfälzischen Kreistages gewählt. Nach dem Krieg wurde er 1947 Innungsobermeister und außerdem Mitglied des Landesbeirates seiner Berufsorganisation sowie Mitglied des Stadtrates und Kreistages. Aufgrund seiner Verdienste um das Handwerk wurde er von der Oberpfälzischen Handwerkskammer 1949 zum Ehrenmeister ernannt und bei den Wahlen 1952 abermals Kreistagsmitglied sowie 2. Bürgermeister der Stadt Cham.
Reitmeier war vom 13. Dezember 1954 bis zum 3. Dezember 1958 für den Wahlkreis Oberpfalz Mitglied des Bayerischen Landtages und der dortigen BP-Fraktion. Im Landtag war er des Weiteren Mitglied des Ausschusses für Grenzlandfragen, des Ausschusses für Eingaben und Beschwerden sowie stellvertretendes Mitglied des Gefängnisbeirates der Strafanstalt Regensburg.